# Loreya klugii
Loreya klugii là một loài thực vật có hoa trong họ Mua. Loài này được S.S. Renner mô tả khoa học đầu tiên năm 1989.